# Wotje
Wotje (oder Otdia, deutsch veraltet: Rumanzoffinseln) ist ein Atoll der Ratak-Kette der Marshallinseln im Pazifik.

## Geographie
Das Atoll hat eine Landfläche von 8,18 km² bei einer Lagunenfläche von 624 km². Es gibt insgesamt vier Kirchen auf Wotje: die Katholische, die Protestantische, die Assembly of God und die Full Gospel. Auf der Insel gibt es außerdem auch vier Schulen: die Wodmej-Schule, die Wotje-Grundschule, die von katholischen Schwestern geführte St. Thomas-Grundschule und die Highschool der Inseln des Nordens. Auf dem Atoll leben 816 Menschen (Stand 2021).

## Verkehr
Die Insel verfügt über ein Flugfeld (IATA-Code: WTE), über das Güter wie Reis und Zucker eingeflogen werden. Daneben existiert ein von der Inselverwaltung gekauftes Schiff, die Northern Star, welches von Inselbewohnern für Ausflüge genutzt wird.

## Geschichte
Flugzeugwracks, der zerstörte japanische Militärflugplatz sowie andere Überreste der japanischen Besetzung machen die Insel zu einem Ziel für Interessierte des Zweiten Weltkrieges.
Die Inselbewohner begehen am 9. Juni jedes Jahres den Freiheitstag, an dem die Befreiung von den Japanern gefeiert wird.